# Klotendolk

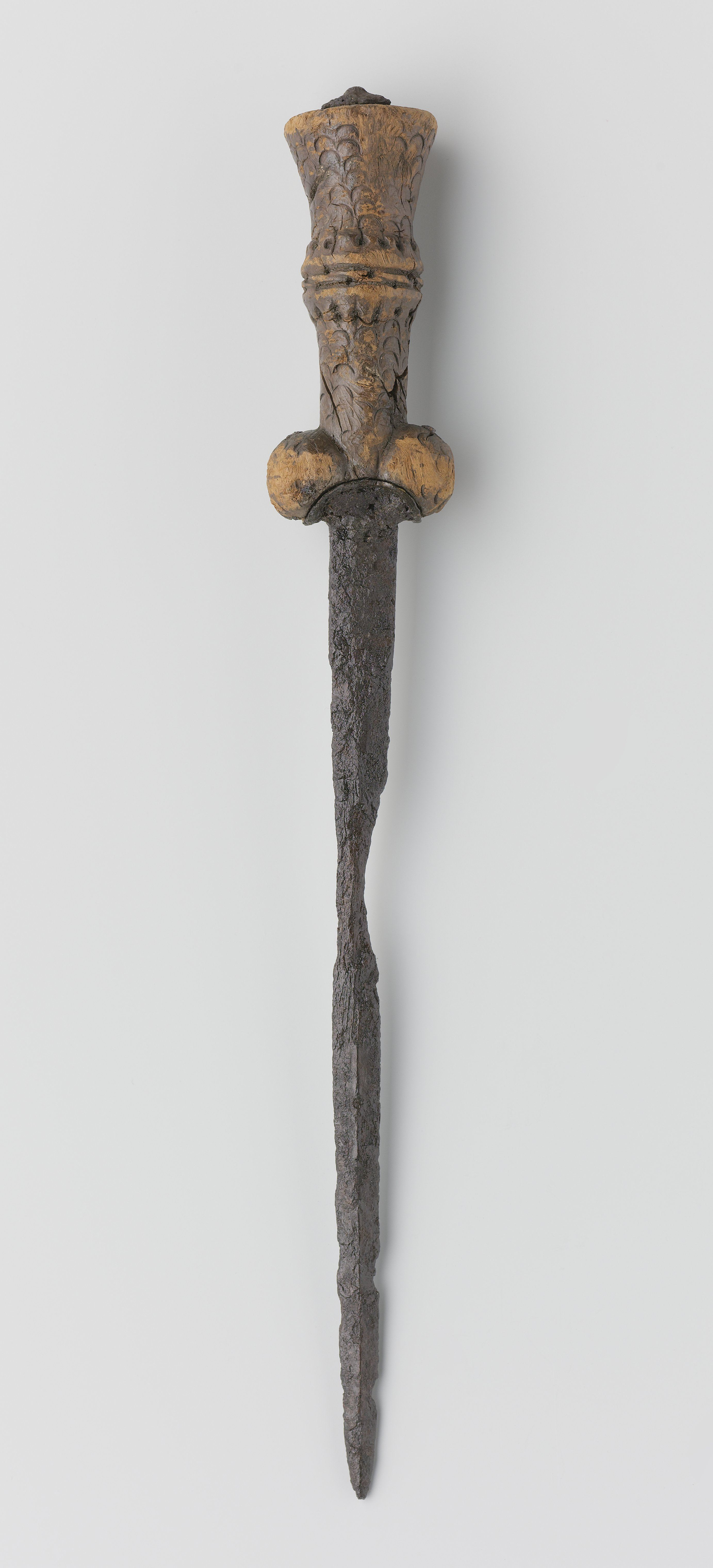
klotendolk in de collectie van het Rijksmuseum Amsterdam

De klotendolk is een middeleeuwse dolk waarvan een deel van het handvat lijkt op twee ballen, de klotendolk werd later ook wel een nierendolk genoemd omdat het ter hoogte van de nieren werd gedragen.
Wanneer de klotendolk als wapen ingezet werd gebeurde dit als steekwapen. De klotendolk is in middeleeuwse kunst te zien, bijvoorbeeld in "De marskramer" van Jheronimus Bosch. De klotendolk diende niet alleen als wapen maar ook als gereedschap voor bijvoorbeeld voedsel, en als statussymbool.